# Санта-Марія-дель-Кампо-Рус
Санта-Марія-дель-Кампо-Рус (ісп. Santa María del Campo Rus) — муніципалітет в Іспанії, у складі автономної спільноти Кастилія-Ла-Манча, у провінції Куенка. Населення — 706 осіб (2010).
Муніципалітет розташований на відстані близько 140 км на південний схід від Мадрида, 60 км на південний захід від Куенки.

## Демографія
Динаміка населення (INE ):

## Галерея зображень

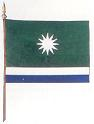
Прапор